# جنگ استقلال ترکیه
جنگ استقلال ترکیه (به ترکی استانبولی: Kurtuluş Savaşı) یا آزادسازی ترکیه، به جنبش نظامی و سیاسی ملی‌گرایان ترک در برابر تجزیه امپراتوری عثمانی پس از جنگ جهانی اول از سوی متفقین گفته می‌شود. حرکت ملی ترک در آناتولی منجر به شکل‌گیری مجمع بزرگ ملی شد که تحت رهبری آتاترک توانست از تمامی توانایی‌های خود استفاده کند. پس از عملیات نظامی علیه تهاجم یونان، جنگ با ارمنی‌ها، فرانسوی‌ها و سرکوب کردها در شرق آناتولی در ژوئیه ۱۹۲۳، انقلابیون ترک توانستند که متفقین را مجبور به دست کشیدن از پیمان سور و قبول پیمان لوزان کنند. بر اساس این پیمان، به آناتولی و ناحیه غرب تنگه بسفر اجازه داده شد تا در اکتبر ۱۹۲۳، جمهوری ترکیه را تشکیل بدهند. بوجود آمدن حرکت ملی ترکی منجر به ورافتادن سیستم ملت عثمانی شد و پس از آن با نوگرایی‌های آتاتورک، سیاستی مدرن، سکولار و کشور-ملت بوجود آمد. بعد از استقلال ترکیه، مصطفی کمال آتاترک به عنوان اولین رئیس‌جمهور ترکیه انتخاب شد و تا پایان عمر یعنی سال ۱۹۳۸ در این سمت باقی ماند.

## کتابشناسی
- Barber, Noel (1988). Lords of the Golden Horn: From Suleiman the Magnificent to Kamal Ataturk. London: Arrow. ISBN 978-0-09-953950-6.
- Gingeras, Ryan (2022). The Last Days of the Ottoman Empire. Dublin: Random House. ISBN 978-0-241-44432-0.
- Gingeras, Ryan (2014). Heroin, Organized Crime, and the Making of Modern Turkey. Oxford: Oxford University Press. ISBN 978-0-19-871602-0.
- Dobkin, Marjorie Housepian, Smyrna: 1922 The Destruction of City (Newmark Press: New York, 1988). شابک ‎۰−۹۶۶ ۷۴۵۱−۰−۸.
- Kinross, Patrick (2003). Atatürk: The Rebirth of a Nation. London: Phoenix Press. ISBN 978-1-84212-599-1. OCLC 55516821.
- Kinross, Patrick (1979). The Ottoman Centuries: The Rise and Fall of the Turkish Empire. New York: Morrow. ISBN 978-0-688-08093-8.
- Landis, Dan; Albert, Rosita, eds. (2012). Handbook of Ethnic Conflict:International Perspectives. Springer. p. 264. ISBN 978-1-4614-0447-7.
- Lengyel, Emil (1962). They Called Him Atatürk. New York: The John Day Co. OCLC 1337444.
- Mango, Andrew (2002) [1999]. Ataturk: The Biography of the Founder of Modern Turkey (Paperback ed.). Woodstock, NY: Overlook Press, Peter Mayer Publishers, Inc. ISBN 1-58567-334-X.
- Mango, Andrew, The Turks Today (New York: The Overlook Press, 2004). شابک ‎۱−۵۸۵۶۷−۶۱۵−۲.
- Milton, Giles (2008). Paradise Lost: Smyrna 1922: The Destruction of Islam's City of Tolerance (Paperback ed.). London: Sceptre; Hodder & Stoughton Ltd. ISBN 978-0-340-96234-3. Retrieved 28 July 2010.
- Sjöberg, Erik (2016). Making of the Greek Genocide: Contested Memories of the Ottoman Greek Catastrophe. Berghahn Books. ISBN 978-1-78533-325-5.
- Pope, Nicole and Pope, Hugh, Turkey Unveiled: A History of Modern Turkey (New York: The Overlook Press, 2004). شابک ‎۱−۵۸۵۶۷−۵۸۱−۴.
- Yapp, Malcolm (1987). The Making of the Modern Near East, 1792–1923. London; New York: Longman. ISBN 978-0-582-49380-3.